# Jogos Olímpicos de Inverno de 1952
Os Jogos Olímpicos de Inverno de 1952, oficialmente conhecidos como VI Jogos Olímpicos de Inverno, foram um evento multiesportivo realizado em Oslo, na Noruega. Foram realizados entre 14 a 25 de janeiro de 1952.
Os Jogos atraíram 694 atletas representando 30 países, que participaram em seis esportes e 22 eventos. Japão e Alemanha fizeram seus retornos a competição olímpica, depois de terem sido forçados a perder os Jogos de 1948 no rescaldo da Segunda Guerra Mundial. A Alemanha foi representada apenas por atletas da Alemanha Ocidental, pois a Alemanha Oriental se recusou a competir como uma equipe unificada. Portugal e Nova Zelândia fizeram suas estreias em Jogos Olímpicos de Inverno, e pela primeira vez as mulheres foram autorizadas a competir no esqui cross-country.

## Escolha da cidade anfitriã
Oslo, sem sucesso tentou sediar a Olimpíada de Inverno de 1936, perdendo para a Alemanha, que sediou a Olimpíada de Verão daquele ano. Naquela época, a nação que sediava a Olimpíada de Verão também sediava a Olimpíada de Inverno. Após os Jogos de 1936, o Comitê Olímpico Internacional (COI) decidiu atribuir os Jogos de Inverno e de Verão para países diferentes, mas os jogos foram suspensos durante Segunda Guerra Mundial. Londres sediou os primeiros Jogos pós-guerra, os Jogos Olímpicos de Verão de 1948, e recomendou Oslo como a cidade-sede dos Jogos de Inverno de 1948, mas o conselho da cidade diminuiu. Em vez disso, os Jogos Olímpicos de Inverno de 1948 foram realizados em São Moritz, na Suíça.
Os noruegueses estavam indecisos sobre sediar uma Olimpíada de Inverno. Culturalmente eles se opunham aos esportes competitivos de inverno, especialmente eventos de esqui, apesar do sucesso de atletas noruegueses em Jogos de Inverno anteriores. Mas os organizadores acreditavam que os Jogos de 1952 poderiam ser uma oportunidade para promover a unidade nacional e para mostrar ao mundo que a Noruega havia se recuperado da guerra. Disputando com Oslo o direito de sediar os Jogos estavam Cortina d'Ampezzo, Itália, e Lake Placid, Estados Unidos. O COI votou para conceder os Jogos de Inverno de 1952 em Oslo em 1 de junho de 1947 na 40º Sessão do COI, em Estocolmo, na Suécia. Mais tarde, Cortina d'Ampezzo foi premiado com os Jogos de 1956, e Lake Placid, que sediou os Jogos Olímpicos de 1932 - foi escolhida para sediar os Jogos de Inverno de 1980. Noruega foi o primeiro país escandinavo a sediar uma Olimpíada de Inverno, e os Jogos de Inverno de 1952 a primeira a ser realizada na capital de uma nação.

## Modalidades disputadas

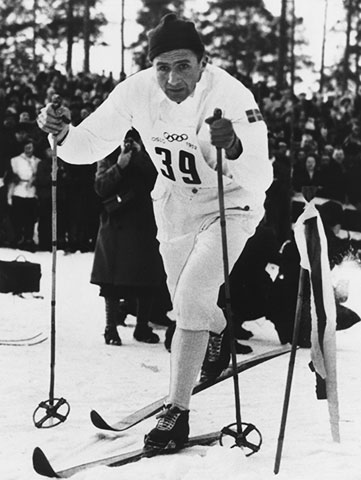
Nils Karlsson competiu no esqui cross-country.

- Bobsleigh
- Combinado nórdico
- Esqui alpino
- Esqui cross-country
- Salto de esqui
- Hóquei no gelo
- Patinação artística
- Patinação de velocidade

Esportes de demonstração
- Bandy

## Locais de competição
Todos os locais estavam na área metropolitana de Oslo, exceto para as competições de esqui alpino, que foram realizadas em Norefjell, 113 km da capital. Um novo hotel foi construído para abrigar a imprensa e personalidades, além de três dormitórios para os atletas e treinadores da casa, criando a primeira Vila Olímpica moderna. A cidade de Oslo suportou o encargo financeiro de sediar os Jogos, em troca da receita que eles geravam.
- Bislett Stadion – patinação de velocidade
- Frognerseteren – bobsleigh
- Lillestrøm Stadion – hóquei no gelo
- Pista de esqui Holmenkollen – esqui cross-country, combinado nórdico, saltos de esqui

## Países participantes
Um total de 30 nações enviaram representantes para os Jogos, o maior número até então. Nova Zelândia e Portugal participaram dos Jogos Olímpicos de Inverno pela primeira vez. Alemanha (apenas a Alemanha Ocidental enviou atletas), Austrália e Japão retornaram após 16 anos de ausência. Coreia do Sul, Liechtenstein, e Turquia não participaram em 1952, apesar de terem competido em 1948.
Na lista abaixo, o número entre parênteses indica o número de atletas por cada nação nos Jogos:
- GER Alemanha (53)
- ARG Argentina (12)
- AUS Austrália (9)
- AUT Áustria (39)
- BEL Bélgica (9)
- BUL Bulgária (10)
- CAN Canadá (39)
- TCH Checoslováquia (22)
- CHI Chile (3)
- DEN Dinamarca (1)
- ESP Espanha (4)
- USA Estados Unidos (65)
- FIN Finlândia (50)
- FRA França (26)
- GBR Grã-Bretanha (18)
- GRE Grécia (3)
- HUN Hungria (12)
- ISL Islândia (11)
- ITA Itália (33)
- YUG Iugoslávia (6)
- JPN Japão (13)
- LIB Líbano (1)
- NOR Noruega (73)
- NZL Nova Zelândia (3)
- NED Países Baixos (11)
- POL Polônia (30)
- POR Portugal (1)
- ROU Romênia (16)
- SWE Suécia (65)
- SUI Suíça (55)

## Quadro de medalhas
| Ordem | País               | Medalha de ouro | Medalha de prata | Medalha de bronze |    |
| ----- | ------------------ | --------------- | ---------------- | ----------------- | -- |
| 1     | NOR Noruega        | 7               | 3                | 6                 | 16 |
| 2     | USA Estados Unidos | 4               | 6                | 1                 | 11 |
| 3     | FIN Finlândia      | 3               | 4                | 2                 | 9  |
| 4     | GER Alemanha       | 3               | 2                | 2                 | 7  |
| 5     | AUT Áustria        | 2               | 4                | 2                 | 8  |

Fonte: Comitê Olímpico Internacional (Quadro de medalhas - Oslo 1952)

## Fatos e destaques
- O estadunidense Dick Button se converte na primeira pessoa a conseguir um salto triplo na prova de patinação artística durante uma Olimpíada.
- Mais de 150 mil espectadores assistiram aos concursos de saltos de esqui.
- Hjalmar Andersen, da Noruega, consegue três medalhas de ouro na patinação de velocidade.
- Veiko Hakulinen, da Finlândia, ganha a prova de 50 km do esqui cross-country sobre os esquiadores noruegueses que eram favoritos por competirem em casa.
- O slalom gigante faz parte pela primeira vez do programa olímpico.
- A prova de 10 km feminino do esqui cross-country é organizada pela primeira vez.